# زعيتمان
الزُّعَيْتَمَان أو الزنبق الدَّبِق أو الثَّرَّاء جنس نباتي ينتمي إلى الفصيلة الزعيتمانية، وكان سابقاً يوضع ضمن الفصيلة الزنبقية قبل أن تفرد له فصيلته الخاصة. يضم ثلاثة أو أربعة أنواع أشهرها الزعيتمان التتري.